# Катастрофа Fokker 50 под Нидеранвеном
Катастрофа Fokker 50 под Нидеранвеном — авиационная катастрофа, произошедшая 6 ноября 2002 года. Авиалайнер Fokker 50 авиакомпании Luxair выполнял плановый рейс LG9642 по маршруту Берлин—Люксембург, но при заходе на посадку в пункте назначения врезался в землю около автомобильной дороги в 5 километрах от аэропорта Люксембурга и разрушился. Из находившихся на его борту 22 человек (19 пассажиров и 3 члена экипажа) выжили 2.
На 2025 год катастрофа рейса 9642 остаётся крупнейшей авиакатастрофой в истории Люксембурга и единственной авиакатастрофой (с количеством погибших) в истории авиакомпании Luxair.

## Самолёт
Fokker 50 (регистрационный номер LX-LGB, серийный 20221) был выпущен в 1991 году (первый полёт совершил 7 июня под тестовым б/н PH-EXU). 18 июня того же года был передан авиакомпании Luxair. Оснащён двумя двухконтурными турбовинтовыми двигателями Pratt & Whitney Canada PW125B с двумя пропеллерными системами «Dowty». По данным авиакомпании Luxair, лайнер обслуживался надлежащим образом — последнее техническое обслуживание было проведено 4 мая 2002 года, а в журнале технического обслуживания было указано, что последний дефект (неработающая система противоскольжения) был устранен 5 ноября, за день до катастрофы. На день катастрофы 11-летний авиалайнер совершил 24 068 циклов «взлёт-посадка» и налетал 21 836 часов.

## Экипаж и пассажиры
Состав экипажа рейса LG9642 был таким:
- Командир воздушного судна (КВС) — 26-летний Клод Поeкес (люкс. Claude Poeckes). Опытный пилот, проработал в авиакомпании Luxair 7 лет и 7 месяцев (с 1 апреля 1995 года). В должности командира Fokker 50 — с 16 марта 1999 года (до этого управлял им в качестве второго пилота). Налетал 4242 часа, 2864 из них на Fokker 50.
- Второй пилот — 32-летний Джон Арендт (люкс. John Arendt). Малоопытный пилот, проработал в авиакомпании Luxair 1 год и 11 месяцев (с 4 декабря 2000 года). В должности второго пилота Fokker 50 — с июня 2001 года. Налетал 1156 часов, 443 из них на Fokker 50.

В салоне самолёта работала 32-летняя стюардесса Пола Дос Райс (люкс. Paula Dos Reis). Проработала в авиакомпании Luxair 7 лет и 8 месяцев (с 16 февраля 1995 года).
| Гражданство | Пассажиры | Экипаж | Всего |
| ----------- | --------- | ------ | ----- |
| Франция     | 2         | 0      | 2     |
| Германия    | 15        | 0      | 15    |
| Люксембург  | 2         | 3      | 5     |
| Всего       | 19        | 3      | 22    |

Среди пассажиров на борту самолёта находился художник Мишель Мажерюс.

## Расследование
Расследование причин катастрофы рейса LG9642 проводило люксембургское Управление технических расследований (фр. Administration des Enquêtes Techniques, AET).

### Окончательный отчёт расследования
Окончательный отчёт расследования AET был опубликован в декабре 2003 года.

## Последствия катастрофы
Было возбуждено уголовное преследование, но оно было отложено до 10 октября 2011 года. Командиру Клоду Поекесу, трём бывшим руководителям авиакомпании Luxair и трём авиамеханикам (один из них формально был техническим директором) были предъявлены обвинения в непредумышленном убийстве и халатности; позже бывшие руководители были оправданы.
27 марта 2012 года все остальные подсудимые были признаны виновными. Командир Поекес был приговорен к 3,5 годам тюрьмы условно и штрафу в размере € 4000. Трое авиамехаников были приговорены к 18 месяцам, 2 годам и 4 годам тюрьмы условно соответственно, а также к штрафам в размере от € 2000 до € 2500.
В январе 2014 года семьи четырёх погибших пассажиров получили от € 21 000 до € 130 000 компенсации. В феврале того же года адвокаты осуждённых обжаловали приговор суда.
В мае 2015 года суд выплатил € 310 000 компенсации семьям троих погибших пассажиров-граждан Германии.

## Культурные аспекты
Катастрофа рейса 9642 Luxair показана в 25 сезоне канадского документального телесериала Расследования авиакатастроф в серии Пересмотр решения.